# Триб (биология)
Трибът (на латински: tribus; на английски: tribe – родов вид) е биологична таксономична група (категория) от класификацията на организмите, намираща се между семейството и рода. Понякога трибът се разделя на подтрибове (на латински: subtribus). Също така отделните трибове могат да се групират в надтрибове (на латински: supertribus).